# Albo d'oro della Superlega
L'albo d'oro della Superlega elenca le squadre campioni d'Italia di pallavolo maschile dal 1946.

## Albo d'oro
| Stagione | Campione d'Italia       | Secondo posto        |
| -------- | ----------------------- | -------------------- |
| 1946     | Robur Ravenna (1)       | Borsalino            |
| 1947     | Robur Ravenna (2)       | Borsalino            |
| 1948     | Robur Ravenna (3)       | Lega Navale Vercelli |
| 1949     | Robur Ravenna (4)       | Parma                |
| 1950     | Parma (1)               | Robur Ravenna        |
| 1951     | Parma (2)               | Robur Ravenna        |
| 1952     | Robur Ravenna (5)       | Multedo 1930 Genova  |
| 1953     | Minelli Modena (1)      | Multedo 1930 Genova  |
| 1954     | Minelli Modena (2)      | Avia Pervia Modena   |
| 1955     | Minelli Modena (3)      | Villa d'Oro          |
| 1956     | Villa d'Oro (1)         | Minelli Modena       |
| 1957     | Avia Pervia Modena (1)  | Sestese              |
| 1958     | Villa d'Oro (2)         | Avia Pervia Modena   |
| 1959     | Avia Pervia Modena (2)  | Villa d'Oro          |
| 1960     | Avia Pervia Modena (3)  | Villa d'Oro          |
| 1961     | Villa d'Oro (3)         | Avia Pervia Modena   |
| 1962     | Avia Pervia Modena (4)  | Villa d'Oro          |
| 1962-63  | Avia Pervia Modena (5)  | Villa d'Oro          |
| 1963-64  | Ruini (1)               | Avia Pervia Modena   |
| 1964-65  | Ruini (2)               | Parma                |
| 1965-66  | Virtus Bologna (1)      | Ruini                |
| 1966-67  | Virtus Bologna (2)      | Parma                |
| 1967-68  | Ruini (3)               | Parma                |
| 1968-69  | Parma (3)               | Virtus Bologna       |
| 1969-70  | Panini (1)              | Ruini                |
| 1970-71  | Ruini (4)               | Panini               |
| 1971-72  | Panini (2)              | Ruini                |
| 1972-73  | Ruini (5)               | Virtus Bologna       |
| 1973-74  | Panini (3)              | Virtus Bologna       |
| 1974-75  | Ariccia Volley Club (1) | Torino               |
| 1975-76  | Panini (4)              | Torino               |
| 1976-77  | Federlazio Roma (2)     | Catania              |
| 1977-78  | Catania (1)             | Federlazio Roma      |
| 1978-79  | Torino (1)              | Panini               |
| 1979-80  | Torino (2)              | Catania              |
| 1980-81  | Torino (3)              | Panini               |
| 1981-82  | Parma (4)               | Torino               |
| 1982-83  | Parma (5)               | Torino               |
| 1983-84  | Torino (4)              | Parma                |
| 1984-85  | Zinella Bologna (1)     | Panini               |
| 1985-86  | Panini (5)              | Zinella Bologna      |
| 1986-87  | Panini (6)              | Parma                |
| 1987-88  | Panini (7)              | Parma                |
| 1988-89  | Panini (8)              | Parma                |
| 1989-90  | Parma (6)               | Panini               |
| 1990-91  | Porto Ravenna (1)       | Parma                |
| 1991-92  | Parma (7)               | Porto Ravenna        |
| 1992-93  | Parma (8)               | Gonzaga Milano       |
| 1993-94  | Treviso (1)             | Gonzaga Milano       |
| 1994-95  | Daytona (9)             | Treviso              |
| 1995-96  | Treviso (2)             | Cuneo                |
| 1996-97  | Daytona (10)            | Treviso              |
| 1997-98  | Treviso (3)             | Cuneo                |
| 1998-99  | Treviso (4)             | Daytona              |
| 1999-00  | Roma (1)                | Daytona              |
| 2000-01  | Treviso (5)             | Milano               |
| 2001-02  | Daytona (11)            | Treviso              |
| 2002-03  | Treviso (6)             | Daytona              |
| 2003-04  | Treviso (7)             | Piacenza             |
| 2004-05  | Treviso (8)             | Perugia              |
| 2005-06  | Lube (1)                | Treviso              |
| 2006-07  | Treviso (9)             | Piacenza             |
| 2007-08  | Trentino (1)            | Piacenza             |
| 2008-09  | Piacenza (1)            | Trentino             |
| 2009-10  | Piemonte (1)            | Trentino             |
| 2010-11  | Trentino (2)            | Piemonte             |
| 2011-12  | Lube (2)                | Trentino             |
| 2012-13  | Trentino (3)            | Piacenza             |
| 2013-14  | Lube (3)                | Sir Safety Perugia   |
| 2014-15  | Trentino (4)            | Modena               |
| 2015-16  | Modena (12)             | Sir Safety Perugia   |
| 2016-17  | Lube (4)                | Trentino             |
| 2017-18  | Sir Safety Perugia (1)  | Lube                 |
| 2018-19  | Lube (5)                | Sir Safety Perugia   |
| 2019-20  | Non assegnato           | Non assegnato        |
| 2020-21  | Lube (6)                | Sir Safety Perugia   |
| 2021-22  | Lube (7)                | Sir Safety Perugia   |
| 2022-23  | Trentino (5)            | Lube                 |
| 2023-24  | Sir Safety Perugia (2)  | Milano               |
| 2024-25  | Trentino (6)            | Lube                 |

## Statistiche

### Titoli per squadra
| Squadra               | Titoli |
| --------------------- | ------ |
| Modena                | 12     |
| Treviso               | 9      |
| Parma                 | 8      |
| Lube                  | 7      |
| Trentino              | 6      |
| Avia Pervia Modena    | 5      |
| Robur Ravenna         | 5      |
| Ruini                 | 5      |
| Torino                | 4      |
| Minelli Modena        | 3      |
| Villa d'Oro           | 3      |
| Accademia dello Sport | 2      |
| Virtus Bologna        | 2      |
| Sir Safety Perugia    | 2      |
| Catania               | 1      |
| Piacenza              | 1      |
| Piemonte              | 1      |
| Porto Ravenna         | 1      |
| Roma                  | 1      |
| Zinella Bologna       | 1      |